# Palmier
Palmierul este un arbore din familia Arecaceae, care crește de obicei în zonele tropicale.

## Evoluție
Cele mai vechi fosile de palmier descoperite datează de acum aproximativ 80 de milioane de ani. La începutul ecocenului, cea de-a doua perioadă a paleogenului, palmierii erau des întâlniți în Statele Unite ale Americii, Canada, India, Europa și China.